# Monnina wrightii
Monnina wrightii là một loài thực vật có hoa trong họ Polygalaceae. Loài này được A. Gray mô tả khoa học đầu tiên năm 1853.